# هتل و کازینوی هارد راک
هتل و کازینوی هارد راک (انگلیسی: Hard Rock Hotel and Casino)، یک استراحتگاه واقع در نزدیکی لاس وگاس استریپ در پارادایس، نوادا، ایالات متحده بود. این هتل اکنون به عنوان هتل‌های ویرجین لاس وگاس فعالیت می‌کند. این استراحتگاه در زمینی به مساحت ۱۶.۷ هکتار در گوشه خیابان هارمون و جاده پارادایس، حدود یک مایل شرق لاس وگاس استریپ واقع شده است. در زمان تعطیلی، هارد راک شامل ۱۵۰۶ اتاق در چندین برج هتل، یک کازینو به مساحت ۶۱،۷۰۴ فوت مربع (۵،۷۳۲.۵ متر مربع) و یک محل برگزاری موسیقی به نام The Joint بود. همچنین میزبان یک رویداد هفتگی استخر شنا به نام Rehab بود.
طرح‌های ساخت یک هتل هارد راک در سال ۱۹۹۱ اعلام شد و این استراحتگاه در ۱۰ مارس ۱۹۹۵ به عنوان اولین هتل راک اند رول جهان افتتاح شد. هارد راک هتل به عنوان یک سرمایه گذاری مشترک بین بنیانگذار هارد راک کافه، پیتر مورتون و هارویز آغاز به کار کرد. پس از اختلافات، مورتون سهم هارویز در استراحتگاه را در سال ۱۹۹۷ خریداری کرد. یک برج هتل ۱۱ طبقه جدید در سال ۱۹۹۹ به عنوان بخشی از یک نوسازی ۱۰۰ میلیون دلاری اضافه شد.
هارد راک در رسانه‌های مختلف از جمله برنامه‌های تلویزیونی و موزیک ویدیوها حضور داشت. همچنین منبع مکرر اختلاف و مشکلات قانونی بود. در دهه ۲۰۰۰، مواد مخدر و رفتارهای جنسی مسائل رایجی در کلوپ‌های شبانه و استخر این استراحتگاه بودند. هارد راک همچنین به دلیل تبلیغات خود مورد انتقاد قرار گرفت. این استراحتگاه به یک جمعیت جوان‌تر خدمات می‌داد و شروع به استفاده از تبلیغات مبتذل برای رقابت با استراحتگاه پالمز کرد که در سال ۲۰۰۱ افتتاح شد. با این حال، چنین تبلیغاتی منجر به شکایت هیئت کنترل بازی نوادا در سال ۲۰۰۴ شد. این هیئت ادعا کرد که تبلیغات هارد راک ترویج تقلب در کازینو و مصرف مواد مخدر را می‌کند و درگیری بر سر حقوق آزادی بیان این استراحتگاه آغاز شد. این شکایت در نهایت حل و فصل شد.
در سال ۲۰۰۴، مورتون برنامه‌هایی برای اضافه کردن یک هتل-کاندو ۱ میلیارد دلاری اعلام کرد، اما پس از دریافت پیشنهادات خرید برای هارد راک، این پروژه لغو شد. گروه هتل‌های مورگانز و DLJ Merchant Banking Partners در سال ۲۰۰۷ این استراحتگاه را خریداری کردند و مورگانز عملیات را مدیریت کرد. پروژه نوسازی و گسترش ۷۵۰ میلیون دلاری در سال ۲۰۰۷ آغاز شد و سه سال بعد به پایان رسید. این پروژه دو برج هتل اضافی و همچنین رستوران‌ها و کلوپ‌های شبانه جدید اضافه کرد.
مورگانز در سال ۲۰۱۱ مشارکت خود را با این استراحتگاه پایان داد، زمانی که به Brookfield Asset Management با Warner Gaming به عنوان اپراتور فروخته شد. Virgin Hotels و گروهی از سرمایه‌گذاران هارد راک را در سال ۲۰۱۸ خریداری کردند و برنامه‌هایی برای نوسازی آن اعلام کردند. 